# Прибережний регіон (Камерун)
Прибережний регіон (фр. Région du Littoral; до 2008 року — Прибережна провінція) — регіон у західній частині Камеруну. Адміністративний центр — місто Дуала.

## Географія
Регіон межує з Південно-Західним, Західним, Центральним та Південним регіонами країни. Із заходу омивається затокою Біафра.

## Адміністративний поділ

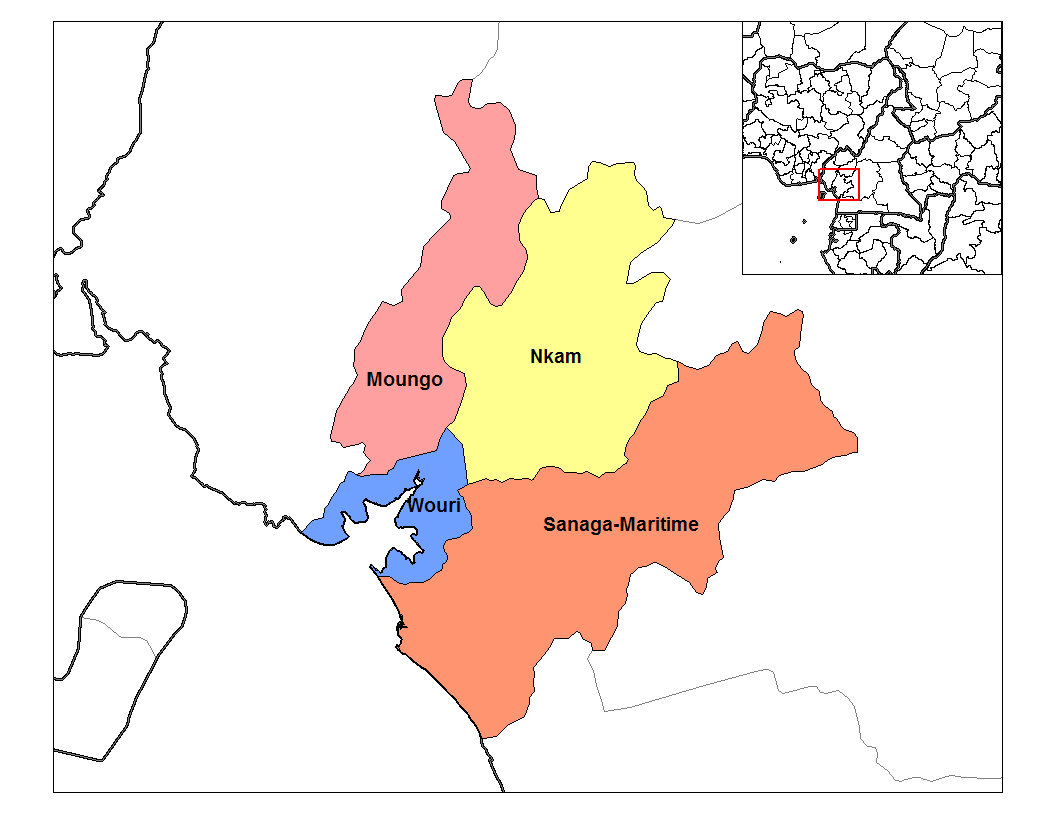
Департаменти Прибережного регіону

Регіон поділяється на 4 департаменти:
- Вурі фр. Wouri
- Мунго фр. Moungo
- Нкам фр. Nkam
- Санага-Маритім фр. Sanaga-Maritime

| Камерун | Це незавершена стаття з географії Камеруну. Ви можете допомогти проєкту, виправивши або дописавши її. |